# Kieve
Kieve ist eine Gemeinde im Südwesten des Landkreises Mecklenburgische Seenplatte in Mecklenburg-Vorpommern (Deutschland). Die Gemeinde wird vom Amt Röbel-Müritz mit Sitz in der Stadt Röbel/Müritz verwaltet.

## Geografie
Die landwirtschaftlich geprägte Gemeinde Kieve liegt an der oberen Elde im Südwesten der Mecklenburgischen Seenplatte, nahe der Landesgrenze zu Brandenburg. Das leicht hügelige Gebiet südlich von Kieve erreicht 84 m ü. NN und ist bereits ein Teil der Wittstock-Ruppiner Heide. In etwa drei Kilometer Entfernung liegen der Glambeck- und der Mönchsee. Die nächstgelegenen Städte sind Röbel/Müritz und Wittstock/Dosse.
Umgeben wird Kieve von den Nachbargemeinden Melz im Norden, Buchholz im Osten, Wittstock/Dosse im Süden, Eldetal im Westen sowie Bollewick im Nordwesten.

## Geschichte

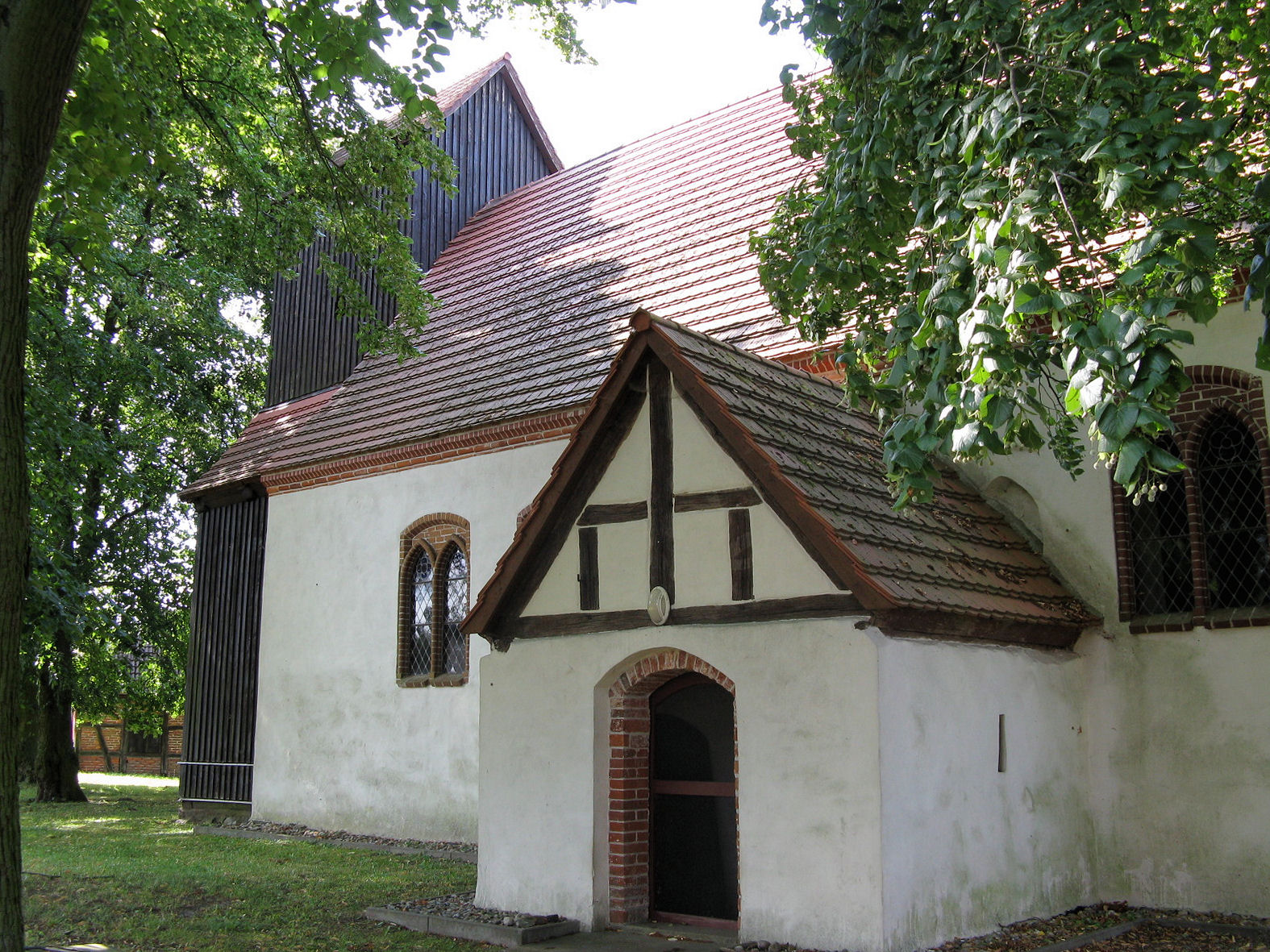
Dorfkirche Kieve

Der nördlich des Ortes befindliche Burgwall von Kieve entstand in der Zeit des 7. bis 9. Jahrhunderts nach Christus.
Im Jahre 1298 tauchte der ursprünglich slawisch besiedelte Ort erstmals in einer Urkunde auf. Die Kirche in Kieve stammt ebenfalls aus dem 13. Jahrhundert. Markgraf Waldemar von Brandenburg schenkte das Dorf dem Zisterzienserkloster Neuenkamp am Niederrhein als Wiedergutmachung für Schäden am nahen Kloster am Mönchsee. Hier bewirtschaftete das Altkamper Kloster einen Hof, der in einer Schenkungsurkunde des Jahres 1232 bezeugt ist. Als Entstehungsdatum wird deshalb der 30. Dezember 1232 angesehen.
Bei der Bundestagswahl 2021 war Kieve die einzige Kommune der neuen Bundesländer, die mehrheitlich für Bündnis 90/Die Grünen stimmte, bei der Bundestagswahl 2025 stimmte sie als einzige Kommune Mecklenburg-Vorpommerns mehrheitlich für die SPD.

## Politik

### Gemeindevertretung und Bürgermeister
Der Gemeinderat besteht (inkl. Bürgermeisterin) aus sieben Mitgliedern. Die Wahl zum Gemeinderat im Juni 2024 hatte folgende Ergebnisse:
| Partei/Bewerber  | Prozent | Sitze |
| ---------------- | ------- | ----- |
| Wählergruppe KbK | 100,00  | 7     |

Bürgermeisterin der Gemeinde ist Christine Jantzen, sie wurde mit 95,29 % der Stimmen gewählt.

### Wappen, Flagge, Dienstsiegel
Die Gemeinde verfügt über kein amtlich genehmigtes Hoheitszeichen, weder Wappen noch Flagge. Als Dienstsiegel wird das kleine Landessiegel mit dem Wappenbild des Landesteils Mecklenburg geführt. Es zeigt einen hersehenden Stierkopf mit abgerissenem Halsfell und Krone und der Umschrift „GEMEINDE KIEVE“.

## Wirtschaft und Infrastruktur
Kieve hat seinen Charakter als Bauerndorf bewahren können. Eine Tradition ist das seit 1946 jährlich stattfindende Erntefest in Kieve.

## Verkehr
Kieve liegt abseits der überregionalen Straßenverbindungen. Die Autobahn-Anschlussstelle Röbel an der Bundesautobahn 19 (Berlin–Rostock) ist etwa 17 Kilometer entfernt, die Bundesstraße 198 zirka neun Kilometer (Gemeinde Bollewick). Die nächsten Bahnhöfe befinden sich in etwa 20 Kilometer Entfernung (in Wittstock/Dosse bzw. Mirow).

## Sehenswürdigkeiten

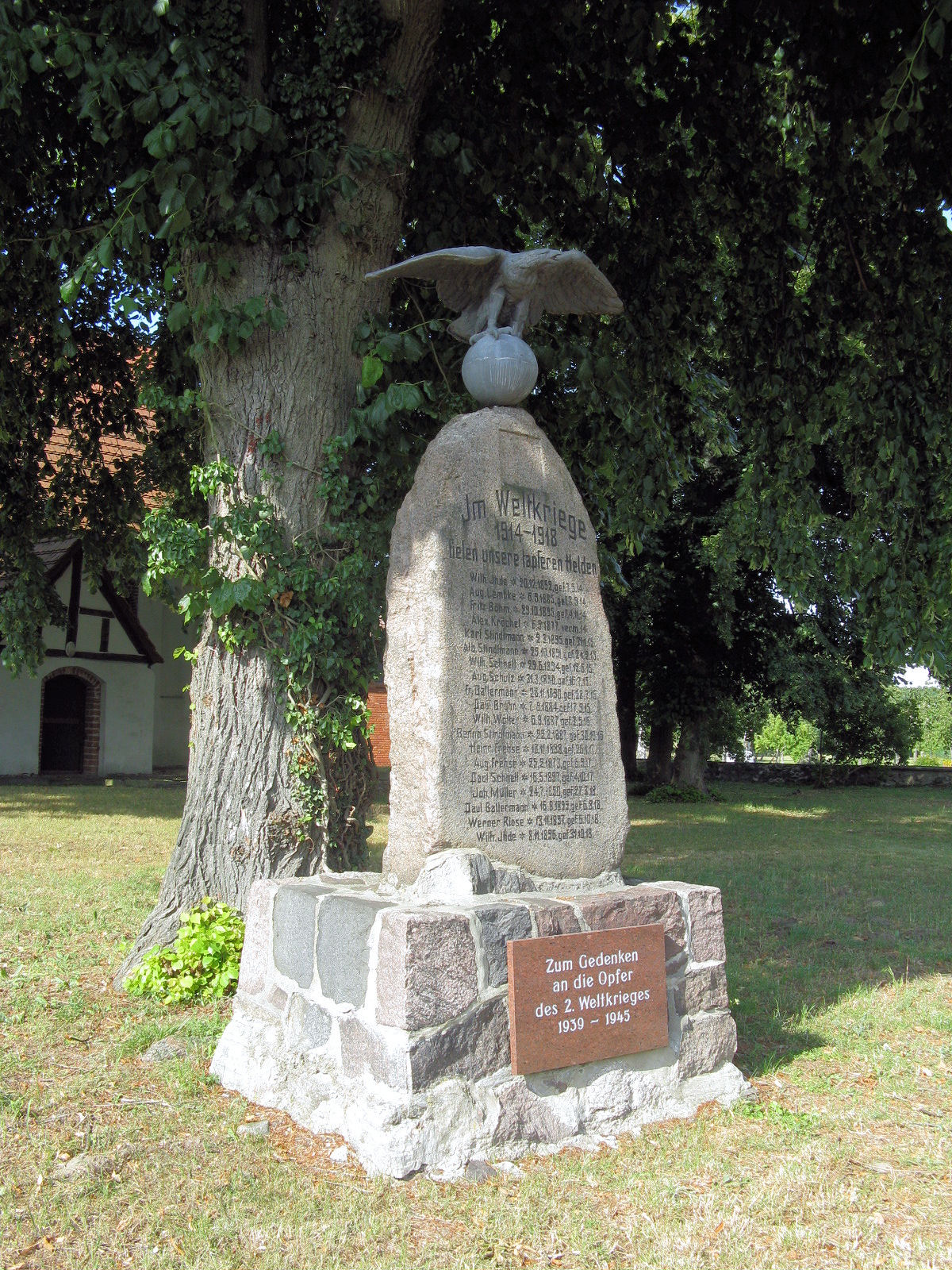
Gefallenendenkmal in Kieve

- Die im Kern frühgotische Kiever Dorfkirche aus Feld- und Backsteinen mit ihrem hölzernen Glockenturm und das Pfarrhaus stehen unter Denkmalschutz.
- Auf dem Friedhof existieren zwei Gräber mit einem gemeinsamen Grabstein zur Erinnerung an einen namentlich bekannten sowjetischen Zwangsarbeiter sowie einen Sowjetsoldaten.

## Belege
1. ↑  Statistisches Amt M-V – Bevölkerungsstand der Kreise, Ämter und Gemeinden 2023 (XLS-Datei) (Amtliche Einwohnerzahlen in Fortschreibung des Zensus 2022) (Hilfe dazu).
2. ↑  Wahlergebnisse auf www.amt-roebel-mueritz.de
3. ↑  Reihenfolge nach Stimmenanteil
4. ↑  Wahlergebnisse auf www.amt-roebel-mueritz.de
5. ↑  Hauptsatzung § 1 Abs.1